# Ферула тонкорассечённая
Фе́рула тонкорассечённая (лат. Fērula tenuisēcta) — вид растений из рода Ферула. Распространена в горах Тянь-Шаня на высоте 600—2500 м над уровнем моря, где встречается на каменистых и покрытых травой склонах, в степях и зарослях кустарников.

## Ботаническое описание
Многолетнее травянистое растение с коротким вегетационным периодом. Ферула тонкорассечённая — растение светолюбивое, засухоустойчивое. Растение поликарпическое, отдельные особи цветут много раз и живут десятки лет.
С возрастом корень сильно утолщается, уходит на большую глубину, в верхней части сильно ветвится. Взрослый куст может достигать 1 м в диаметре и обычно имеет несколько цветущих стеблей до 1,5 м высоты.
Листья жёсткие, ярко-зелёные, пятикратно перисто-рассечённые, доли 2—5 мм длиной, зубчатые, образуют тонкий, ажурный рисунок.
Соцветие — зонтик. Цветки жёлтые, актиноморфные с пятью лепестками до 1 см в длину. Цветёт в мае, плодоносит в июне.
Плод — сухая семянка.

## Лекарственные свойства
Лекарственным сырьём ферулы является млечный сок корней, камедесмола. Действие тонизирующее, противовоспалительное, антибактериальное, общеукрепляющее и противоопухолевое. Ферула применяется как внутрь, так и наружно. Для употребления внутрь используется настой. Наружно ферулу используют для растирания больных мест, а также ею смазывают раны, опухоли, нарывы, трофические язвы. Можно делать компрессы, подготовив утеплённую повязку на больное место.
Институтом химии растительных веществ имени Юнусова АН Узбекистана была разработана технология выделения эстрогенного препарата ферулен из корней ферулы тонкорассечённой. В результате фармакологических исследований ферулен предложен для лечения гипофункции яичников, при синдроме Шерешевского — Тёрнера, при бесплодии, обусловленном ановуляцией, при климактерическом синдроме и задержке полового развития, то есть он является заменителем женского полового гормона растительного происхождения.